# Lose My Breath
Singles de Destiny's Child
Nasty Girl (Nu Soul Mixes)
(2002) Soldier
(2004)
Pistes de Destiny Fulfilled
Soldier
(2)
Lose My Breath est une chanson du quatrième album studio des Destiny's Child, Destiny Fulfilled (2004).

## Clip vidéo

### Contexte et synopsis
Le clip de « Lose My Breath » a été réalisé par Marc Klasfeld (sous le pseudonyme d'Alan Smithee) et tourné à Los Angeles le 8 octobre 2004., Destiny's Child a eu des répétitions de danse pour le clip fin septembre et a continué le mois suivant. Pendant les répétitions, Beyoncé s'est déchiré le tendon du jarret droit en exagérant la chorégraphie. Suite à cette blessure, un spécialiste lui a conseillé d'éviter la danse et toute autre activité physique pendant une semaine ; MTV News a également rapporté que la blessure pourrait encore retarder le tournage du clip. Cependant, la semaine suivante, le groupe a révélé dans une interview au magazine que le clip serait tourné comme prévu initialement, la jambe de Beyoncé ayant rapidement guéri. Elle a déclaré : « Ma jambe a été un mal pour un bien, car elle nous a donné plus de temps pour nous préparer pour le clip. » À propos du concept du clip, Beyoncé a révélé :

Il s'agit en réalité d'un duel de danse entre une Destiny's Child plus sophistiquée et tendance, et une Destiny's Child plus street. Et à la fin, une troisième Destiny's Child, encore plus féroce, prend le relais. C'est un travail acharné pour nous, car nous devons apprendre trois chorégraphies pour la même chanson. Les gens seront surpris, car c'est différent pour nous. Ils ne nous ont jamais vus danser vraiment.

La vidéo se déroule principalement dans une ruelle, où les membres des Destiny's Child s'affrontent pour une compétition de danse. Au début de la chanson, Beyoncé, Williams et Rowland marchent, représentant les « féroces Destiny's Child », vêtues de talons aiguilles et de fourrure., La transition se poursuit avec le groupe, habillé à la mode avec des costumes rouge bordeaux, alors qu'ils rencontrent leurs homologues streetstyle hip-hop identiques, avec sweats à capuche et bottes Timberland, qui entament une compétition de danse ; la caméra se concentre sur chaque membre du groupe exécutant une chorégraphie distincte avec son rival devant eux pendant leurs lignes solo. Au fur et à mesure que la chanson progresse, Beyoncé, Williams et Rowland sont rejoints par d'autres danseurs et danseuses au début du refrain. Pendant ses lignes, Rowland exécute une séquence de danse avec deux danseurs. Après le pont de la chanson, les deux groupes se dirigent vers un autre lieu où ils sont accueillis par d'autres danseurs, et leurs troisièmes rivaux « féroces » apparaissent pour le refrain final. La vidéo se termine comme au début, avec les membres du groupe « féroces » en marche.